# Grande-Comorestruikzanger
De Grande-Comorestruikzanger (Nesillas brevicaudata) is een zangvogel uit de familie Acrocephalidae (rietzangers).

## Verspreiding en leefgebied
Deze soort is endemisch op het eiland Grande Comore in de Comoren, een eilandengroep nabij Madagaskar.

## Status
De grootte van de populatie is niet gekwantificeerd maar de soort wordt omschreven als algemeen. Op de Rode lijst van de IUCN heeft deze soort de status niet bedreigd.